# Слатина (Лакташи)
Слатина је насељено мјесто на подручју града Лакташи, Република Српска, БиХ. Према попису становништва из 2013. у насељу је живјело 1.344 становника.
Слатина је чувена по Бањи Слатини, незагађеној природи и угледу бањског љечилишта још од 1870-их.

## Географија

### Назив
Свештеник Стеван Давидовић наводи: "...Слатина је добила име по неком рудокопу, из кога се вадило злато; најприје се звала "Златина", а отуд постаде доцније Слатина." Истраживања нису показала доказе о рудокопу на подручју Слатине. Вук Караџић тумачи о називу: "Слатина је мјесто гдје извире или пишти вода слана или накисела, те долази стока и лиже и по томе се села тако зову".

### Географски положај
Слатина се налази на око 15 километара сјевероисточно од Бањалуке. Основну везу са Бањалуком чини регионални пут R-II 2501 преко превоја Крчмарице. Средишњи дио насеља је смјештен на платоу, а подијељено је на шест фракција, од којих већина на већој висини од центра.

### Рељеф
Терен Слатине је брдовит, са порастом надморске висине према планини Црни Врх (546 м н. в.). Центар Слатине, као и бањски комплекс, налазе се на платоу, а насеље надвисују планина Црни Врх и остала брда.

### Хидрографија
Кроз Слатину тече рјечица Слатина, а остали водотоци су мањи, сезонски потоци. Велико богатство изворима питке воде је такође било значајно за живот локалног становништва у прошлости.

### Клима
Слатина припада умјерено-континенталној клими, а мјесто је карактеристично и по својој осунчаности, која износи око 1800 часова годишње.

## Историја

### Античко доба
Подручје Слатине било је насељено и у римским временима. Према материјалним доказима пронађеним на археолошким налазиштима ма локалитетима Бабића брдо, Циганска глава, Јањића брда, висови села Блашко и Шушњари, на Дворинама, Клепалима, Јолџића брду, Стражбеници и другима, поуздано се зна да је подручје још тада било насељено.

### Откриће термалних и љековитих извора у Слатини
Термални и љековити извори у Слатини откривени су још у римско доба. О томе свједоче материјални докази - римски новчићи пронађени у термалним базенима.

### Средњи вијек
Слатински Крај, послије насељавања Словена, био је у саставу покрајине Панонија, под влашћу Људевита Посавског. Претпоставља се да је касније био у саставу Жупе Врбас, а касније Жупе Врбања. Од материјалних доказа из тог времена најзначајнија је надгробна плоча, пронађена 1830-их, у близини Старе Цркве у Малом Блашку код Слатине. Плоча од Лапора на себи има угравиране украсе и глагољички натпис у три реда: "Мартин лежи Василев син се писа Миле с(и)н". Ова надгробна плоча припада периоду 14. и 15. вијека. Познато је, да је на гробљу код Старе Цркве било и око двадесет стећака, који су током времена уништени, као и на гробљу у оближњем селу Јаружани.
У доба османске власти, познато је да је било великог тлачења локалног становништва, а најпознатије породице земљопосједника биле су Карабеговић и Силахић, а посебно се истицао Мехмед Чарџић.
Према Опширном попису Босанског санџака из 1604. године, познато је да је насеље имало 36 кућа, а плаћало је укупан порез у износу од 8.090 акчи
У том периоду није било организованог коришћења термалне воде, те је Слатина вијековима била мало насеље у брдима.

### Почеци развоја љечилишта
Развој савремене Бање Слатина почиње поткрај турске владавине - 1820-их. По записима свештеника Стевана Давидовића из 1886. године "Прије 60 година ... дође из Бањалуке један Турчин, Мехмед Чарџић и за једну ноћ огради велики простор око илиџе, који му послије раја искрчи и он то без икаквих права себи присвоји, те је сада толика земља око купатила његова".
Из овог текста, као и бројних других историјских извора сазнајемо, да је у Слатини постојала бања (бањски објекти) још из римских времена. Касније је због запуштености и неусловности срушена.
Тиме су ударени темељи модерној (разликовати од римске) Бањи Слатина и бањском љечилишту.
Прве анализе термалне и љековите воде у Слатини урадио је аустроугарски хемичар Е. Лудвиг 1888. године.
Доласком нове, аустроугарске власти, у периоду 1880-1890 почиње изградња првог бистрог и блатног базена са термалном водом и уређење врела термалне воде.
Године 1909. почиње изградња "Фолксбада" - Народног купатила са два базена и посебним свлачионицама и улазима за жене и мушкарце.
Из осталих крајева Аустро-угарске пристижу бројни стручњаци, те су у Слатини до и послије Другог свјетског рата живјеле мањине Чеха, Украјинаца, Руса и Словенаца.
Живот локалног становништва није се битно мијењао, остали су велики порези и тежак живот, али се и то почело мијењати почетком 20. вијека.
У том периоду граде се и први хотели - Мехмеда Чарџића, трговца Луке Курузовића, Ђорђа Авдаловића и модернији "Државни хотел" са рестораном (1897), прве разгледнице Слатине (1900), школа (1912), Одбор српског просвјетног и културног друштва "Просвјета" из Сарајева - Блашко-Слатина (1913), као и метеоролошка станица (1905, функционисала до 1934).

### Слатина постаје познато бањско љечилиште
Период Краљевине Југославије остаће упамћен као "Златно доба Слатине", процват развоја мјеста и његов пласман у најпознатије бање Европе.
Године 1925. у Слатину стижу први Словенци. Од стране домаћег становништва били су срдачно примљени. Словенци су се у Слатину доселили у три таласа, а разлог њиховог доласка у Слатину и Бањалуку (посебно у периоду пред Други свјетски рат) је угњетавање на подручјима тадашње Италије. У Слатину и Слатински Крај се, осим Словенаца, у периоду Аустро-угарске и Краљевине Југославије, доселило неколико чешких, каравлашких, украјинских и руских породица.
Године 1929. Слатина постаје општина и укључује, осим Слатине, 10 околних села (Алексићи, Бошковићи, Довићи, Јаружани, Кадињани, Мало Блашко, Мађир, Пријечани, Ћетојевићи и Шушњари), и функционише све до свог укидања 12. јула 1955. године.
Године 1930. почиње велико планирање и изградња бањских павиљона и нових смјештајних капацитета, водовод (1931), електрична централа (око 1933.), Бањски ред, нову бистру бању (1936), први туристички водич "Слатина Илиџа" (1938), амбуланту, а одлуком Врбаске бановине, за сталног бањског љекара именован је угледни др Славко Пиштељић.
Године 1922. почиње саобраћати аутобуска линија браће Дивјак, као и превоз "луксузним возилом вазда по наруџби" (први аутомобил). Из првог туристичког водича Слатине, види се да је постојао "...добар аутобуски саобраћај од Бањалуке преко Бање Слатина за Клашнице, Босанску Градишку, Окучане или за Прњавор, Дервенту, Босански Брод, те за Јајце и Сарајево".
Туризам и посјећеност Слатине је расла у истом периоду, те је по значајности, у Врбаској бановини сврстана у врх листе туристичких одредишта. Значајан број туриста био је из иностранства, најбројнији су били Њемци, Аустријанци, Чеси и Енглези, а у мањем броју Французи и Грци.
Што се тиче културног живота Слатине, значајне доприносе дали су учитељи Антон Сеибал из слатинске и Светозар Митровић из кадињанске школе, као и општински биљежник Стево Штековић. Формиран је пјевачки хор "Соча", са најбројнијим Словенцима, драмска дружина која је припремала, поред краћих скечева и цјеловечерње програме, уз помоћ редитеља из Банског позоришта из Бањалуке, као и велики број свирачких оркестара. Културни програми и позоришне представе извођене су на позорницама, а у зимском периоду и у хотелу. Музички састави су свирали у кафанама, ресторанима, хотелу и посебно у павиљону за музику - "Лустхаус" - омиљеном састајалишту младих.

### Други свјетски рат
У бањи Слатини срез бањалучки, Србима Јеврејима и Циганима било је забрањено лечење и купање.
У слатинској општини бањалучки срез српску православну цркву је запалио „католик Антон Петелин“.

### Послијератни период
Период послије Другог свјетског рата у Слатини је обиљежен стагнацијом. Општина је укинута 1955. године, а током рата су многи бањски објекти и туристички садржаји уништени и више нису поново изграђени. Разорни земљотрес 1969. је додатно ослабио Слатину порушивши неке од посљедњих старих и историјских грађевина, којих је данас веома мало остало неоштећених.
Период 1982-1992. био је обиљежен наглим растом привреде и туризма у Слатини - Деценија препорода. Отворена је фабрика текстила "Слатекс", која је у периоду свог највећег успјеха запошљавала 952 радника и била једна од водећих у Југославији. У Дому културе припремане су игранке, а сваке недјеље функционисао је биоскоп. У Слатини је у том периоду функционисао и зоолошки врт, који је послије такође укинут. Фабрика "Слатекс" је деценију касније претворена у геронтолошки центар, а касније је потпуно затворио врата 2017. године.

### 21. вијек у Слатини
Слатина је дочекала 21. вијек са солидним туристичким капацитетима, иако је примјетно било слабљење туризма у односу на "Златно доба" 1930-их. У годинама 2013-2018. отворен је потпуно нови и савремени бањски комплекс, те је број хотелских постеља у Слатини достигао 492, распоређених у хотелске собе и апартмане у шест објеката (хотела и павиљона). Парк-шума Слатина, нова, савремена рекреациона зона, отворена је 2021. године, највећа је у Слатини, а површина је 35,73 ha. Са доласком нових деценија 21. вијека, туризам у Слатини, као и само бањско љечилиште поново заживљава и постаје једно од водећих своје врсте у Републици Српској.

## Бања Слатина
Бања Слатина је главно туристичко одредиште Слатине, основа туризма и окосница развоја Слатине. Термалну и љековиту воду у Слатини су открили Римљани, а модерна Бања Слатина је основана 1870-их.
Данас, Бања Слатина спада у водеће и реномиране бање у Републици Српској, такође је у врху најбољих љечилишта реуматизма у региону. Бањска болница опремљена је савременом опремом, гдје су запослени стручњаци балнеологије, физиотерапије и других медицинских грана.
Назив мјеста се кроз историју више пута мијењао, па се Слатина некад звала Илиџа Слатина и Бања Слатина. У центру мјеста налазе се базени са љековитом водом. У склопу бање је и реновирана болница опремљена најсавременијом опремом, као и нови бањски комплекс отворен 2018. године.

### Откриће термалних и љековитих извора у Слатини
Термални и љековити извори у Слатини откривени су још у римско доба. О томе свједоче материјални докази - римски новчићи пронађени у термалним базенима.
Развој савремене Бање Слатина почиње поткрај турске владавине - 1870-их. По записима свештеника Стевана Давидовића "Дође из Бањалуке један Турчин, Мехмед Чарџић и за једну ноћ огради велики простор око илиџе, који му послије раја искрчи и он то без икаквих права себи присвоји, те је сада толика земља око купатила његова".
Даљи развој бање у одјељку о историји

## Црква
Слатина је позната и по Старој Цркви која се налази само 1,8 километра од центра. Легенда говори да се црква сама преко ноћи појавила на брдашцету за вријеме владавине Турака. Сваке године за Божић и Васкрс се окупља стотине вјерника. Црква је саграђена од дрвета и мале величине да се морате сагнути да уђете.
Изграђена је око 1750. године, а Цркву је освештао Патријарх Арсеније IV.

## Образовање
Почеци образовања становништва Слатине и околних мјеста су означени изградњом и отварањем "Народне основне школе" 1912. године. Школу је до темеља уништио разорни земљотрес 1969. године.
Неминовно је споменути и школу „Холандија“, коју су послије земљотреса саградили Холанђани по којима је и добила име.
Уз помоћ ротердамског новинара Паула Русела и хуманитарног рада у Холандији, школа је поново отворена 8.12.1973. године.

## Туризам
Слатина има углед туристичког мјеста и бањског љечилишта још од оснивања модерне Бање Слатина 1870-их и важи за једну од најбољих љечилишта реуматизма у региону. Мјесто одликује незагађена природа, бројна излетишта и рекреационе зоне, од којих је највећа и најпознатија Парк-шума Слатина.
Током своје историје, туризам је, поред пољопривреде, био ослонац привреде Слатине, а великом брзином се развијао након оснивања општине Слатина, 1929. године. Године 1936, Слатину је посјетило преко 3.500 туриста, од којих је значајан број из средње и западне Европе, а сврстана је у ред најпосјећенијих туристичких одредишта Врбаске бановине. Туризам и посјећеност Слатине су расли, тако да је 1938. године Слатину посјетило 5.000 туриста, а већ 1939. године 6.500 туриста.
У Слатини се налази луксузни хотел „Слатекс“ са око 50 соба, луксузно опремљене. Такође треба споменути и фирму -предузеће „Слатекс“, која запошљава око 200 радника. Сваке године у љето прослављају се „Дани јагода“, манифестација која окупља стотине младих који се такмиче у разним дисциплинама.

## Становништво
| Националност       | 1991.          | 1981.          | 1971.          | 1961. |
| Срби               | 1.031 (89,41%) | 1.049 (88,89%) | 1.103 (92,84%) |       |
| Југословени        | 83 (7,19%)     | 60 (5,08%)     | 1 (0,08%)      |       |
| Хрвати             | 9 (0,78%)      | 10 (0,84%)     | 18 (1,51%)     |       |
| Муслимани          | 1 (0,08%)      | 2 (0,16%)      | 4 (0,33%)      |       |
| остали и непознато | 29 (2,51%)     | 59 (5,00%)     | 62 (5,21%)     |       |
| Укупно             | 1.153          | 1.180          | 1.188          |       |

Подаци пописа 1879. и 1885. односе се и на околна села, попис 1931. се односи на општину Слатина.
| Демографија | Демографија | Демографија |
| Година      | Становника  | Становника  |
| ----------- | ----------- | ----------- |
| 1879.       | 985         |             |
| 1885.       | 1.140       |             |
| 1895.       | 301         |             |
| 1900.       | 289         |             |
| 1910.       | 405         |             |
| 1921.       | 492         |             |
| 1931.       | 4.861       |             |
| 1948.       | 930         |             |
| 1953.       | 1.054       |             |
| 1961.       | 1.139       |             |
| 1971.       | 1.188       |             |
| 1981.       | 1.180       |             |
| 1991.       | 1.169       |             |
| 2013.       | 1.344       |             |

## Галерија
- Бања Слатина
- Главни бањски објекат - Бистра бања
- Бањски парк
- Бањски парк
- Улаз у Бању Слатина
- Бањски парк
- Блатна бања
- Централни извор термалне воде за цијелу Бању Слатина
- Централни извор термалне воде за цијелу бању
- Бањски парк